# Ayros-Arbouix
Ayros-Arbouix è un comune francese di 305 abitanti situato nel dipartimento degli Alti Pirenei nella regione dell'Occitania.

## Società

### Evoluzione demografica
Abitanti censiti